# Кин, Дафни
Да́фни Мари́я Кин Фернандес (исп. Dafne María Keen Fernández; род. 4 января 2005, Мадрид, Испания) — англо-испанская актриса, известная исполнением роли Аны «Ани» Круз Оливер в телесериале «Беженцы» и мутанта Лоры / Икс-23 в фильме «Логан».

## Биография и карьера
Дафни Кин — дочь британского актёра Уилла Кина и испанской актрисы, театрального режиссёра и писательницы Марии Фернандес Аче.
Кин дебютировала в кино в 2014 году вместе с отцом в телесериале «Беженцы», где сыграла роль Аны «Ани» Круз Оливер.
В 2016 году снялась в фильме «Логан», вышедшем на экраны в марте 2017 года, в роли мутанта Лоры Кинни (Икс-23). Благодаря этой роли актриса обрела мировую известность.
В 2017 году снялась в фильме Ана, выход которого состоялся лишь в январе 2020 года.
В 2018 году Дафни получила главную роль в британском сериале совместного производства BBC и HBO «Тёмные начала». Кин исполняла роль Лиры Белаква (Сирин) на протяжении всех трёх сезонов сериала. Это второй раз, когда актриса появляется на экране вместе со своим отцом Уиллом Кином. Также в сериале приняла участие её двоюродная сестра Мэри Фернандез в роли второго плана в шестом эпизоде первого сезона.
В ноябре 2020 года закончила написание своего первого сценария, который носит название «Nayra».

## Фильмография
| Год       |   | Русское название  | Оригинальное название      | Роль                  |
| --------- | - | ----------------- | -------------------------- | --------------------- |
| 2014—2015 | с | Беженцы           | The Refugees               | Ана «Ани» Крус Оливер |
| 2017      | ф | Логан             | Logan                      | Лора Кинни / Х-23     |
| 2019—2022 | с | Тёмные начала     | His Dark Materials         | Лира Белаква (Сирин)  |
| 2020      | ф | Ана               | Ana                        | Ана                   |
| 2020      | с | Муравей           | El hormiguero              | гостья                |
| 2024      | с | Аколит            | The Acolyte                | Джеки Лон             |
| 2024      | ф | Дэдпул и Росомаха | Deadpool & Wolverine       | Лора Кинни / Х-23     |
| 2026      | ф | Зловещий свист    | Whistle                    |                       |
|           | ф |                   | The Marshmallow Experiment | Кэт Гарсия            |
|           | ф | Наступает ночь    | Night Comes                |                       |

### Подкасты
- The Battersea Poltergeist[англ.][8]

## Награды и номинации
| Награда               | Год  | Работа        | Категория                                         | Результат | Прим.        |
| --------------------- | ---- | ------------- | ------------------------------------------------- | --------- | ------------ |
| MTV Movie & TV Awards | 2017 | Логан         | Лучшая актёрская команда (вместе с Хью Джекманом) | Победа    | [ 9 ] [ 10 ] |
| Выбор критиков        | 2018 | Логан         | Лучший молодой актёр или актриса                  | Номинация |              |
| Империя               | 2018 | Логан         | Лучший женский дебют                              | Победа    |              |
| Сатурн                | 2018 | Логан         | Лучший молодой актёр или актриса                  | Номинация |              |
| BAFTA Cymru Awards    | 2020 | Тёмные начала | Лучшая актриса                                    | Номинация |              |